# L'Affaire de la rue de Lourcine (film, 1923)
Pour les articles homonymes, voir L'Affaire de la rue de Lourcine (homonymie).
Pour plus de détails, voir Fiche technique et Distribution.
L'Affaire de la rue de Lourcine est un film français muet réalisé par Henri Diamant-Berger, sorti en 1923.

## Synopsis
Deux hommes s'éveillent après une nuit très « arrosée », dont ils n'ont gardé aucun souvenir. À la suite de quiproquos, ils s'imaginent être les auteurs d'un meurtre.

## Fiche technique
- Titre original : L'Affaire de la rue de Lourcine
- Réalisateur et producteur : Henri Diamant-Berger
- Scénario : Henri Diamant-Berger, d'après la pièce éponyme  d'Eugène Labiche, Edouard Martin et Albert Monnier (1857).
- Production : Pathé Consortium Cinéma
- Musique (enregistrée a posteriori) : Jean Wiener
- Pays de production : France
- Durée : 24 minutes (3 bobines)
- Format : Noir et blanc - 35 mm - 1,33:1 - Mono – Film muet de 865 mètres.
- Genre : Comédie
- Tournage : aux studios de Saint-Maurice, rue des Réservoirs, Saint-Maurice, Val-de-Marne
- Date de sortie : 
  - France : 1923

## Distribution
- Maurice Chevalier : Oscar Lenglumé, un rentier
- Florelle : Norine Lenglumé, sa femme
- Marcel Vallée
- Louis Pré Fils
- Charles Martinelli
- Georgette Sorelle
- Georges Milton (à confirmer)